# Saci Lloyd
Saci Lloyd (nació en Mánchester, Reino Unido) es una escritora británica. 

## Trayectoria
Saci Lloyd es profesora de estudios de comunicación en una escuela secundaria en el este de Londres y publica novelas para adultos y jóvenes sobre futuros distópicos cercanos. 
Hablando del género literario elegido, Lloyd dice: “La mejor distopía es una lente para observar la sociedad contemporánea. Me gustan los libros que hacen que los niños lean, y si eso significa vampiros y hombres lobo, que así sea, pero creo que la realidad es un tema más interesante”. 
La crítica literariaa Rebecca Onion describe el género de Lloyd como un “apocalipsis suave”, que “narra las sociedades que cambian como resultado de una serie de crisis continuas, en lugar de en un abrir y cerrar de ojos, como por una explosión nuclear. . . .” Onion continúa: “Debido a que adoptan este enfoque 'suave', los libros de Lloyd's Carbon Diaries son maravillosos al mostrar los efectos del cambio climático y la escasez en la vida cotidiana; También son completamente aterradores”. 

## Obras publicadas
- Lloyd, Saci (2009). The Carbon Diaries: 2015. ISBN 978-0-8234-2301-9.
- Lloyd, Saci (2010). The Carbon Diaries: 2017. ISBN 978-0-8234-2390-3.
- Lloyd, Saci (2011). Momentum. ISBN 978-1-4449-0081-1.
- Lloyd, Saci (2013). Quantum Drop. ISBN 978-1-4449-0082-8.
- Lloyd, Saci (2015). It's the End of the World as We Know It. ISBN 978-1-4449-1668-3.

### Los diarios del carbono: 2015
The Carbon Diaries: 2015 es una novela para adultos jóvenes escrita en 2009 por Saci Lloyd, popular en el Reino Unido. 
El libro narra un año de la vida de Laura, una estudiante de dieciséis años que vive en Londres, mientras el Reino Unido impone un racionamiento de carbono a raíz de desastres relacionados con el clima. Las tensiones producidas por el racionamiento y el clima extremo desgarran el tejido social de Europa e Inglaterra, mientras que la familia de Laura se desgarra cuando su padre pierde trabajo y su egoísta hermana mayor se niega a adaptarse a la situación actual. Laura solamente quiere tener una vida normal, atrae la atención del atractivo chico que le gusta y ensayar con su banda de música en el garaje.